# 독당근
독당근은 유럽과 지중해 분지가 원산지인 미나리과에 매우 유독한 여러해살이 초본 속씨식물이다.
과거에 독약 또는 사약제조에 주로 사용되던 식물이다. 소크라테스 또한 독당근으로 만든 사약을 마시고 사망했다.  꽃말은 죽음도 아깝지 않음. 사형수를 처형할 때 사용하였다. 